# Agarest: Generations of War Zero
Agarest: Generations of War Zero, ou Agarest Senki Zero (アガレスト戦記 ZERO) au Japon, ou Record of Agarest War Zero en Amérique du Nord, est un jeu vidéo de rôle tactique sur PlayStation 3 et Xbox 360.

## Série
1. Agarest: Generations of War (2007, PlayStation 3, Xbox 360, Windows)
2. Agarest: Generations of War Zero (2009, PlayStation 3, Xbox 360, Windows)
3. Agarest: Generations of War 2 (2010, PlayStation 3, Windows)